# Foz (Galiza)
Foz é um município da Espanha na província de Lugo, comunidade autónoma da Galiza, de área 100,29 km² com população de 9 841 habitantes (2007) e densidade populacional de 95,45 hab/km².
Pertence à comarca de Mariña Central. O nome de Foz provém da palabra latina "fauce", que descreve de forma gráfica a desembocadura do rio Masma.
Limita ao norte com o mar Cantábrico, entre os municípios costeiros de Burela (ao oeste) e Barreiros (ao este), limitando no interior (sul) com os municípios de Lourenzá, Mondoñedo, O Valadouro, Alfoz e Cervo.

## História
A Fundação de Foz data da época pré-romana, como se verifica pelos castros existentes em Fazouro e Pena do Altar. A sua fundação pode que se remonte à época dos ártabros ou, segundo o historiadore Amor Meillán, pode ter sido uma factoria estabelecida pelos tartésicos.
Durante o século IX o município teve um grande desenvolvimento devido ao estabelecimento da sede episcopal em San Martiño de Mondoñedo.
Na época dos reis católicos, Foz manteve certos privilégios e exenções como consequência da sua importância comercial.
Durante os séculos XVI e XVIII, Foz contou com um importante porto e com um dos três estaleiros mais importantes de Galiza. Armadores e pescadores focences dedicavam-se, fundamentalmente, à captura de baleias. Esta importância pesqueira foi diminuindo com o tempo, ainda que, permaneceu uma importante tradição pesqueira.

## Demografia
| Variação demográfica do município entre 1991 e 2004 | Variação demográfica do município entre 1991 e 2004 | Variação demográfica do município entre 1991 e 2004 | Variação demográfica do município entre 1991 e 2004 |
| --------------------------------------------------- | --------------------------------------------------- | --------------------------------------------------- | --------------------------------------------------- |
| 1991                                                | 1996                                                | 2001                                                | 2004                                                |
| 9 785                                               | 9 516                                               | 9 488                                               | 9 619                                               |

## Património edificado
- Castelo da Frouseira
- Basílica de San Martiño de Mondoñedo